# 楊伍荘駅
楊伍荘駅（ようごそう-えき）は中華人民共和国天津市西青区に位置する天津地下鉄3号線の駅。

## 駅構造
- 相対式ホーム2面2線の高架駅で、ホームドア完備。出口はA～Dの4箇所ある。

## 歴史
- 2013年12月28日 - 開業。[1]

## 隣の駅
■天津地下鉄3号線
南駅 - 楊伍荘駅 - 学府工業区駅

## 参考
1. ↑  “地铁2、3号线公示最新站名 2号线：曹庄—空港”.   天津北方網. 2017年3月4日閲覧。